# Словесные названия российского оружия/Д
Словесные названия российского оружия
А
Б
В
Г
Д
Е
Ё
Ж
З
И
К
Л
М
Н
О
П
Р
С
Т
У
Ф
Х
Ц
Ч
Ш
Щ
Э
Ю
Я
- «Даль» — комплекс дистанционной химической разведки КДХР-1Н
- «Даль» — ЗРК большой дальности с ракетой 5В11
- «Даль» — КВ приёмник (другое обозначение — КВ, «Даль-М» — КВ-М)
- «Дальномер» — неконтактный взрыватель малокалиберного снаряда
- «Дальность» — автоматизированная радиолиния скрытной связи (морская)
- «Дамба» — 122-мм противодиверсионная РСЗО ДП-62 (БМ-21ПД)
- «Данко» — разведывательный комплекс
- «Дань» — комплекс воздушной мишени
- «Дарьял» — надгоризонтная РЛС СПРН 90Н6
- «Даугава» — вынесенная приёмная позиция 5У83 для РЛС «Днепр»
- «Даурия» — поисково-спасательное судно проекта 596П
- «Двина» — авиационная КВ радиостанция РСБ
- «Двина» — стационарный ЗРК С-75 (В-750) [SA-2 Guideline]
- «Двина» — шахтная пусковая установка для Р-12
- «Двина» — авиационный СВ-КВ приёмник УС-8
- «Двухсотник» — ИМР-2Е - модернизация ИМР-2 для ликвидации аварии на ЧАЭС, обеспечивала до 250 раз уменьшение влияния радиации на экипаж, изготовлено 3 экз.
- «Дебаркадер» — переносная корабельная аварийная станция спутниковой связи Р-667
- «Дева» — 82-мм миномёт 2Б24
- «Девиз» — прибор управления торпедной стрельбой
- «Деймос» — командно-штабные машины Р-142Н, Р-142Д
  - «Деймос-Д» — командно-штабная машина ВДВ Р-142Д на шасси ГАЗ-66Б с КУНГом КМ-66ДС
  - «Деймос-Н» — командно-штабная машина Р-142Н на шасси ГАЗ-66
- «Дейтерий» — подвижный разведывательный пункт ПРП-4М (1В145) на шасси БМП-2
- «Дека» — радиолокационная мишень
- «Дельта» — авиационная станция наведения ракет (Воздух-Земля)
- «Дельта» — система 3А-99 гиростабилизации боевого модуля ЗРАК 3М-89
- «Дельта» — автоматизированный радиолокационный и связной комплекс 29Н6
- «Дельфин» — атомные подводные лодки с баллистическими ракетами (РПКСН) проекта 667БДРМ [Delta-IV]
- «Дельфин» — РЛС ПВО П-8
- «Дельфин» — погружающийся ракетный катер проекта 1231 (опытный)
- «Дельфин» — катер на подводных крыльях проекта 133 (Антарес) [Muravey]
- «Дельфин» — машина радиационной, химической и биологической разведки БРДМ-2РХБ
- «Дельфин» — проект ракетного танка (об.431)
- «Дельфин» — проект авианесущего катамарана
- «Дельфин» — автоматизированная система управления радиоразведкой Р-730
- «Дельфин» — сторожевой корабль проекта 1159 [Koni]
- «Дельфин» — спасательное судно проекта 21300
- «Дельфин» — учебно-тренировочный самолёт Л-29
- «Дельфин» — серия вибрационных периметровых средств обнаружения
- «Демонстратор» — самолёт летающая лаборатория (Ил-76МФ)
- «Деривация-ПВО» — плавающая боевая машина (БМ), вооружённая 57-мм пушкой 2А90 2С38 ЗАК-57
- «Десерт» — РЛС ПВО П-12НМ
- «Десна» — РЛС ПВО 22Ж6М
- «Десна» — ЗРК С-75М
- «Десна» — шахтная пусковая установка 8П775 для Р-9А
- «Десна» — авиасбрасываемая морская мина
- «Десна» — ремонтная машина гусеничная РМ-Г (объект 507)
- «Джейран» — десантный катер на воздушной подушке проекта 12321 [Aist]
- «Джета» — шлем противоударный ПШ-97
- «Джиггер» — средство беспосадочного десантирования из вертолёта
- «Джигит» — опорно-пусковая установка для ПЗРК
- «Джигит» — РЛС П-15 (РЛС)
- «Дзержинский» — опытный крейсер ПВО проекта 70Э
- «Диабазол» — комплекс разведки и подавления УКВ радиосвязи Р-330М1П
- «Диагноз» — тяжёлая ТРС станция Р-410М
- «Диагональ» — техническое средство охраны помещений
- «Диалог» — станция звукоподводной связи для надводных кораблей МГ-35М
- «Диалог» — активное инфракрасное периметровое средство обнаружения
- «Диамант» — периметровое вибрационное средство обнаружения
- «Диаметр» — серия пассивных инфракрасных средств обнаружения для помещений
- «Диана» — корабельная центральная вычислительная система МВУ-104 для подводных лодок проекта 667БД
- «Диана-Бурлак» — авиационная ракета-носитель
- «Диез» — 26-мм пиропатрон инфракрасный ППИ-26-2-1 (Л-218-1)
- «Диксон» — опытовый стенд специального назначения проекта 59610
- «Дилемма» — 152-мм самоходная пушка 2С5М
- «Дилемма-Мста» — 152-мм самоходная гаубица 2С19М2
- «Дипломант» — комплекс средств автоматизации корабельной тактической группы
- «Дипломат» — корабельная БИУС
- «Дипломат» — бронепанель для кейса
- «Дирижёр» — индукционный импульсный миноискатель
- «Дирижёр» — комплекс средств автоматизации ЗРБр Войск ПВО
- «Дискрет» — аппаратура уплотнения спутниковых линий связи
- «Дискрет» — комплект измерительных приборов для проводных линий связи П-323
- «Диспетчер» — аппаратура адаптивной КВ связи
- «Дистанция» — устройство дистанционного исследования мин
- «Дистанция» — комплекс связи П-469 для подводных лодок проекта 677
- «Днепр» — РЛС противоракетной обороны
- «Днепр» — ракета-носитель (на базе МБР Р-36М)
- «Днепр» — портативная УКВ радиостанция 70РТП-2-ЧМ
- «Днепр» — приёмник радиотехнического контроля и разведки ПРКР-1 (1РК-9)
- «Днепр» — аппаратура измерения и контроля физического поля корабля
- «Днестр» — стационарный ГАК МГК-607
- «Днестр» — РЛС ПРО
- «Днестр» — аппаратура исследования гидроакустических полей и кильватерного следа надводных и подводных кораблей
- «Днестр» — навигационный эхолот НЭЛ-Д1М
- «Дог» — револьвер
- «Дождь» — комплекс РКПТЗ («Удав»)
- «Дождь» — специальная плащ-палатка СПП-1
- «Дозор» — возимый поисковый КВ радиоприёмник Р-310
- «Дозор» — разведывательный и разведывательно-ударный БПЛА
  - «Дозор-3» — разведывательно-ударный БПЛА («Дозор-600»)
  - «Дозор-4» — разведывательный БПЛА («Дозор-85»)
  - «Дозор-85» — разведывательный БПЛА
  - «Дозор-100» — масштабный прототип разведывательно-ударного БПЛА «Дозор-600»
  - «Дозор-600» — разведывательно-ударный БПЛА
- «Дозор» — бронированная пограничная машина БПМ-97 (КАМАЗ-43296)
- «Дозор» — АСУ ЦКП Войск ПВО, разведки ВМФ
- «Дозор-Тюльпан» — система целеуказания
- «Долина» — стационарный КВ радиоприёмник Р-252
- «Долина» — наземный стартовый комплекс МБР Р-9А
- «Долина» — корабельный РТК
- «Доминанта» — возимый КВ радиоприёмник Р-309К
- «Дон-2Н» — многофункциональная РЛС противоракетной обороны 5Н20 [Pill Box]
- «Дон» — радиоприёмник Р-376
- «Дон» — корабельная навигационная РЛС
- «Дон» — датчик быстродействия Р-014Д
- «Дон» — техническое средство охраны помещений
- «Дон» — выстрел ТБГ-7ВЛ (7П62) с термобарической гранатой для РПГ-7
- «Дон» — КА оперативной фоторазведки 17Ф12 («Орлец-1»)
- «Донец» — ЗПРК
- «Донец» — корабельная РЛС
- «Донец» — РЛС раннего обнаружения (проект)
- «Доспехи» — взрывозащитный костюм
- «Драгун» — серия армейских автомобилей ГАЗ-3837
- «Драгун» — бронежилет
- «Дракон» — система управления стрельбой танка
- «Дракон» — система разминирования
- «Дракон» — ракетный комплекс 2К4 для истребителя танков ИТ-1
- «Дракон» — ПКР П-15 (4К40) [SS-N-2 Styx]
- «Дракон» — санитарный катер
- «Дракон» — корабельная СУО
- «Дрейф» — ручная газовая граната
- «Дрель» —  авиабомба (планирующая бомбовая кассета)  ПБК-500У
- «Дренаж» — РЛС П-35
- «Дрозд» — комплекс активной танковой защиты
- «Дрозд» — 23-мм полицейский карабин КС-23
- «Дрозд» — вибромагнитометрическое периметровое средство обнаружения
- «Дрок» — самоходный миномёт 2С41 для ВДВ
- «Дротик» — 5,45/9-мм автоматический пистолет АП СБЗ ОЦ-23 («Дрель»)
- «Друг» — корабельная станция радиоразведки для ПЛ Р-722
- «Дружба» — РЛС П-14
- «Дуб» — серия авиационных бортовых командных УКВ-радиостанций Р-801 (РСИУ-4) и Р-802 (РСИУ-5)
  - «Дуб-4» — бортовая авиационная командная ламповая УКВ-радиостанция РСИУ-4 «Дуб-4»
  - «Дуб-5» — бортовая авиационная ламповая командная УКВ-АМ радиостанция РСИУ-5 «Дуб-5»
    - «Дуб-5В» — авиационная бортовая командная УКВ-радиостанция для ВВС РСИУ-5В «Дуб-5В»
      - «Дуб-5ВЯ» — бортовая авиационная ламповая командная УКВ-АМ радиостанция РСИУ-5ВЯ «Дуб-5ВЯ», для работы с аппаратурой ЗАС «Яхта» Т-817

    - «Дуб-5Г» — авиационная бортовая командная УКВ-радиостанция для ГВФ РСИУ-5Г «Дуб-5Г»
    - «Дуб-5ГМ» — авиационная бортовая командная УКВ-радиостанция для ГВФ РСИУ-5ГМ «Дуб-5ГМ»
    - «Дуб-5П» — авиационная бортовая командная УКВ-радиостанция для ГВФ РСИУ-5П «Дуб-5П»
    - «Дуб-5Т» — авиационная бортовая командная УКВ-радиостанция РСИУ-5Т «Дуб-5Т»
    - «Дуб-5ЯН» — авиационная бортовая командная УКВ-радиостанция РСИУ-5ЯН «Дуб-5ЯН»
- «Дублёр» — комплекс радиотехнической защиты РЛС
- «Дублёр» — бортовая аппаратура в ЗУР В-755
- «Дублёр» — система централизованного оповещения
- «Дублёр» — маскирующий пост (5Н78) для ЗРК С-75 М3
- «Дублон» — защитный костюм сапера ЗКС
- «Дубна» — ЗРК С-200Д
- «Дубна» — средний морской танкер
- «Дубрава» — корабельная РЛС
- «Дуга» — загоризонтная РЛС 5Н32
- «Дуга» — калибровочный КА 17Ф114 («Тайфун-3»)
- «Дукат» — магнитометрическое маскируемое периметровое средство обнаружения
- «Дунай» — РЛС противоракетной обороны П-19 (1РЛ134) [Cat House] [Top Roost]
- «Дунай» — авиационный бортовой связной СВ-КВ радиопередатчик Р-807 (1-РСБ-70)
- «Дуплет» — автоматизированный прицел-дальномер для снайперского оружия (1П65)
- «Дуплет» — сейсмомагнитометрическое маскируемое радиоканальное периметровое средство обнаружения
- «Дурак» — ядерная авиабомба (РДС-7)
- «Дуск» — система топливного контроля (авиационно-космическая)
- «Дуэль» — 55-мм противодиверсионный гранатомёт ДП-61
- «Дуэт» — портативная радиостанция
- «Дуэт» — корабельная 30-мм автоматическая установка АК-630М1-2
- «Дуэт» — ночной наблюдательный прибор ННП-22 (1ПН39)
- «Дым» — опытный средний танк (об.442)
- «Дюгонь» — новейшее десантное судно на воздушной каверне
- «Дюза» — система контроля герметичности в КА
- «Дюна» — РЛС ПВО П-5
- «Дюраль» — авиационная аппаратура госопознавания на Бе-10
- «Дятел» — авиационный маркерный радиоприёмник МРП-48
- «Дятел» — опытный БПЛА
- «Дятел» — 9-мм бесшумный гранатомёт-пистолет
- «Дятел» — Фоторегистрирующая станция ФРС-4
- «Дятел» — УКВ радиостанция Р-407